# 大城 (泰国)
帕那空思阿瑜陀耶（羅馬化：Phra Nakhon Si Ayutthaya，發音：[pʰráʔ na.kʰɔ̄ːn sǐː ʔa.jút.tʰa.jāː]），又譯作阿育他亞、艾尤塔雅，是泰国大城府的首府，坐落在昭披耶河谷。因《罗摩衍那》记载中的不落之城阿约提亚而得名。泰國華人稱其為大城（潮州话：Tuā-siâⁿ）。
2014年人口52952。

## 歷史
阿瑜陀耶由乌通王始建于1350年，為逃避華富里的天花爆發，國王將此地確定為阿瑜陀耶王国首都。阿瑜陀耶的特徵普朗塔和巨大的寺院，充分表現藝術和建築的特色，展現城市過去的輝煌。據估計，1600年阿瑜陀耶有人口約30萬，到了1700年人口也許達到一百萬，使其成為當時世界最大的城市之一。1767年，该城被缅甸攻占后焚毁，城市備受大屠殺、強姦、奴役和破壞，導致王國的崩潰。郑昭复国后将都城南迁到吞武里，建立吞武里王國，在老城东幾公里重建新城。老城废墟现为世界文化遗产阿瑜陀耶历史公园所在地。

## 交通
- 泰國國鐵：大城站